# Phiala curvistrigata
Phiala curvistrigata är en fjärilsart som beskrevs av Embrik Strand 1911. Phiala curvistrigata ingår i släktet Phiala och familjen Eupterotidae. Inga underarter finns listade i Catalogue of Life.